# 政府論
《政府論》（英語：Two Treatises of Government），全称《政府二论：前者关于罗伯特·菲尔默爵士及其追随者错误的理论和根据被查明并推翻；后者关于公民政府的起源、发展和终结》是本政治哲學著作，由約翰·洛克於1689年匿名出版。在政府論上篇，洛克反駁羅伯特·菲爾默爵士的君權神授，而下篇就是概括洛克有關自然權利和社會契約的想法。該出版物與洛克本人的前期政治作品形成鮮明對比。在1660年寫的《政府短论两篇》中，洛克捍衛了一個非常保守的立場，但洛克從未發表過。

## 歷史背景

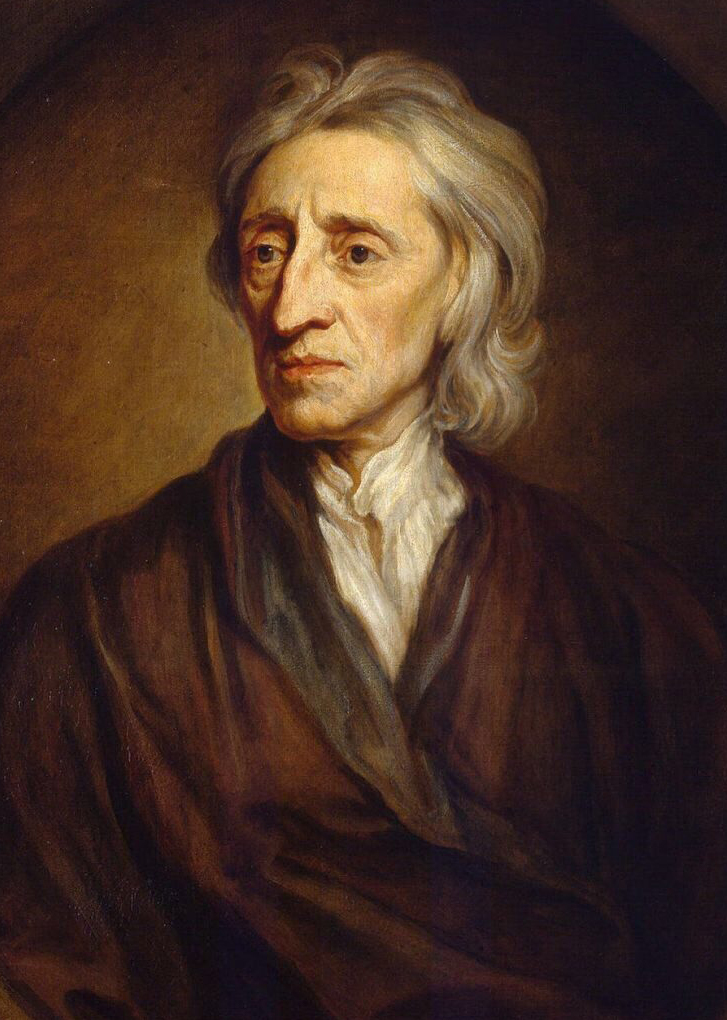
約翰·洛克

英格蘭國王詹姆斯二世由議員工會在1688年推翻，荷蘭省督的荷蘭共和國奧蘭哲拿騷的威廉三世（奧蘭治的威廉）因此登上英國王位的威廉三世英格蘭，被稱為光榮革命，也被稱為1688年的革命。洛克聲稱在兩篇論文的“前言”中，其目的是證明威廉三世的提升是正當的，儘管彼得拉斯萊特認為大部分的寫作是而是在1679年至1680年之間完成（並隨後進行修訂，直到1683年洛克被驅逐出境）。洛克在排除危機期間撰寫了他的兩篇論文，試圖阻止詹姆斯二世首先奪取王位。洛克斯的導師，贊助人和朋友第一代沙夫茨伯里伯爵安东尼·阿什利-柯柏介紹了該法案，但最終沒有成功。理查德·阿什克拉夫（Richard Ashcraft）跟隨拉斯萊特（Laslett）提出的兩篇論文是在革命之前撰寫的，並反對沙夫茨伯里的黨在排除危機期間不主張革命。他認為，他們更好地與革命的陰謀聯繫在一起，這些陰謀圍繞著所謂的一件陰謀事件（Rye House Plot）旋轉。洛克，沙夫茨伯里和其他許多人被迫流亡; 一些人，比如西德尼，甚至因叛國罪被處決。洛克知道他的作品很危險，所以他從未承認過他一生中的作者身份。

## 出版歷史
兩篇論文於1689年12月首次匿名出版（遵循當時的印刷慣例，其標題頁標記為1690）。洛克對這個版本感到不滿，向出版商抱怨它有很多錯誤。在他的餘生中，他打算以更好地反映他的意思的形式重新發表兩篇論文。洛克最重要的學者之一彼得拉斯萊特（Peter Laslett）表示，洛克認為印刷商的“完美標準”要高於當時的技術。儘管如此，第一版確實充滿了錯誤。第二版更糟糕，最後印在廉價紙上並賣給了窮人。第三版得到了很大的改進，但洛克仍然不滿意。他手工修正了第三版，並將第四版的出版委託給他的朋友，因為他在書稿正式出版前便已去世。
政府论與以宣布洛克希望達到什麼樣的结果的前言開始，但他也提到，超过一半的原本写在第一篇和第二篇论文之间的原稿，已經無法挽回。彼得‧拉斯萊特堅持認為，雖然洛克可能在1689年增加或改變了一些部分，但他沒有做任何修改以適應缺失的部分; 例如，他认为，第一篇論文的結尾在句子中间中斷了。
1691年，政府论由居住在荷蘭的法國胡格諾派大衛‧馬澤爾翻譯成法文，而大衛‧馬澤爾的翻譯不包括洛克的前言、上篇及下篇的第一章。洛克的作品以這種形式於18世紀在法國重印，並以此形式讓孟德斯鳩，伏爾泰和盧梭接觸到。18世纪之后唯一的美國版本於1773年在波士頓出版; 它也遺漏了所有這些部分。直到20世紀才有其他美國版本。

## 主要觀點
《政府論》分為上篇和下篇。下篇的原始標題似乎是第二冊，對應於第一篇論文的標題，第一冊。然而，在出版之前，洛克（草率）插入一個單獨的標題頁：「一篇關於公民政府的真實原因，範圍和終結的文章」，使其更加突出。上篇是專注於反駁羅伯特·菲爾默爵士的君權神授。洛克認為，任何政府都無法通過訴諸國王的神聖權利來證明其合理。
在下篇概括了公民社會的理論。洛克首先描述了自然狀態：比霍布斯的「每個人對每個人的戰爭」狀態要穩定得多，並且認為所有人在自然狀態下都是平等的。由此，他接著解釋了財產和文明的假設崛起，在此過程中解釋了唯一的合法政府是那些得到民眾同意的政府。是以，任何未經民眾同意而統治民眾的政府，其實都可以被民眾推翻。

## 上篇

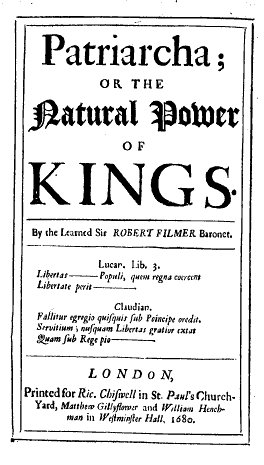
羅伯特·菲爾默爵士Patriarcha的標題頁（1680）

上篇反驳羅伯特·菲爾默爵士的君權神授。洛克的論點沿著兩條路線前進：第一，他削弱了菲爾默為他的論文提供的聖經支持，其次他認為接受菲爾默的論點只能導致奴役（和荒謬）。洛克選擇菲爾默作為攻擊目標，是出於菲爾默的聲譽。
菲爾默的文本提出了一個神聖的，世襲的，絕對君主制的論據。根據菲爾默的說法，聖經亞當扮演父親的角色對他的孩子擁有無限的權力，這種權威傳承了幾代人。洛克在幾個方面攻擊了這個問題。他認為，接受父權授予權力只會通過生育行為來實現，因此不能傳遞給一個孩子，因為只有上帝才能創造生命。正如菲爾默所擁有的那樣，父親對他孩子的權力也絕對不是絕對的; 洛克指出了父母對聖經中提到的孩子的共同權力。在第二篇論文中洛克回到父母權力的討論。（這些討論都引起了現代女權主義者的興趣，如Carole Pateman。）
菲爾默還表示，亞當的絕對權威源於他對全世界的所有權。對此，洛克回應說世界最初是共同的（一個將在第二篇論文中回歸的主題）。但是，即使不是，他也認為，上帝對亞當的賜予只包括土地和野獸，而不是人類。亞當或他的繼承人也不能利用這筆資金來奴役人類，因為如果一個人擁有足夠的剩餘來安全地維持自己，那麼自然法則禁止將一個人的同伴減少到一種絕望的狀態。洛克繼續說，即使這個慈善機構沒有被理性指揮，這種獲得統治的策略也只能證明政府的基礎在於同意。
洛克在第一篇論文中暗示，國王神權（jure divino）的教義最終會成為所有政府的垮台。在他的最後一章中，他問道：“誰是繼承人？” 如果菲爾默是正確的，那麼世界上只有一個合法的國王 - 亞當的繼承人。但由於不可能發現亞當的真正繼承人，根據菲爾默的原則，任何政府都不能要求其成員服從其統治者。因此，菲爾默必須說，男人有責任服從他們現在的統治者。洛克寫道：

我認為他是第一位政治家，假裝以真正的基礎解決政府問題，並建立合法王子的權力，曾告訴世界，他是一位國王，他的政府方式是由最高權力，什麼意味著他得到了它 ; 用簡單的英語說，富豪和最高權力是正確的，他可以通過任何手段抓住它; 如果這是一個國王，我想知道他是怎麼想到的，或者他會在哪裡找到一個篡位者。（1st Tr。，§79）

洛克通過檢查聖經中描述的歷史和從那時起世界歷史來結束第一篇論文 ; 他的結論是，沒有證據支持菲爾默的假設。根據洛克的說法，沒有一個國王曾聲稱他的權威取決於他是亞當的繼承人。洛克指，菲爾默不是那些主張自然平等和人類自由的人。

## 下篇
在下篇中，洛克論述了許多主題。他首先描述了自然狀態：在自然狀態下，個體沒有義務彼此服從，但每個人都要自行判斷自然法需要什麼。另外，洛克論述出征服和奴役，所有物，

代議制政府和革命權。

### 自然狀態
洛克對自然狀態有如下定義：

為了正確地瞭解政治權力，並追溯它的起源，我們必須考究人類原來自然地處在什麼狀態。那是一種完備無缺的自由狀態，他們在自然法的範圍內，按照他們認為合適的辦法，決定他們的行動和處理他們的財產和人身，而毋需得到任何人的許可或聽命於任何人的意志。
這也是一種平等的狀態，在這種狀態中，一切權力和管轄權都是相互的，沒有一個人享有多於別人的權力。極為明顯，同種和同等的人們既毫無差別地生來就享有自然的一切同樣的有利條件，能夠運用相同的身心能力，就應該人人平等，不存在從屬或受制關係，除非他們全體的主宰以某種方式昭示他的意志，將一人置於另一人之上，並以明確的委任賦予他以不容懷疑的統轄權和主權。

托马斯·霍布斯作品中的理論建基於 17 世紀的英格蘭所流行的自然狀態理論，然而有相同看法的人，都因為霍布斯的絕對主義的結論困擾。洛克的自然狀態理論解決了這些問題。洛克認為，世界並沒有神聖的絕對主宰。然而，「自然狀態下，人類社會沒有正式政府」並不代表人類社會沒有法律，人類依舊受上帝的旨意和自然法管轄。霍布斯認為，自然狀態是一個理論上可行的事物，而洛克則力證此等狀態確實存在。實際上，此等狀態仍然存在於國際關係領域，那裡從來沒有而且也永遠不大可能有任何合法的總體政府（即，所有受其統治的人民直接選出的一個政府）。霍布斯強調自然狀態的弊端，洛克則指出了它的優點。自然狀態下，人是自由的，但是環境是總是充滿危險。最後，他總結到，自然狀態的完美替代品並非獨裁或專制，而是民主選得的政府和對基本人權（包括生命、自由、財產）的依法保護。
自然狀態下沒有人有政治權力告訴別人該怎麼做。但，所有人都有權利，對違反自然法的行為，權威地宣誓正義以及進行管理性的處罰。因此，人們並非可以隨心所欲。「自然狀態有一種為人人所應遵守的自然法對它起著支配作用；而理性，也就是自然法，教導著有意遵從理性的全人類：人們既然都是平等和獨立的，任何人就不得侵害他人的生命、健康、自由或財產。」(2nd Tr., § 6) 但是，由於該法律的細節尚未成文，因此每個人都有可能在自己的情況下誤用該法律。倘若沒有任何通常公認的公正法官，就沒有辦法糾正這些對法律的錯誤使用，也無法有效地制止那些違反自然法的人。
因此，自然法在自然狀態下難以得到良好執行。

如果人在自然狀態中是如前面所說的那樣自由，如果他是他自身和財產的絕對主人，同最尊貴的人平等，而不受任何人的支配，為什麼他願意放棄他的自由呢？為什麼他願意丟棄這個王國，讓自己受制於其他任何權力的統轄和控制呢？對於這個問題，顯然可以這樣回答：雖然他在自然狀態中享有那種權利，但這種享有是很不穩定的，有不斷受別人侵犯的威脅。既然人們都像他一樣有王者的氣派，人人同他都是平等的，而大部分人又並不嚴格遵守公道和正義，他在這種狀態中對財產的享有就很不安全、很不穩妥。這就使他願意放棄一種儘管自由卻是充滿著恐懼和經常危險的狀況；因而他並非毫無理由地設法和甘願同已經或有意聯合起來的其他人們一起加入社會，以互相保護他們的生命、特權和地產，即我根據一般的名稱稱之為財產的東西。(2nd Tr., § 123)

這是為了避免自然狀態下經常發生的戰爭狀態，並保護人們進入公民或政治社會的私有財產，即社會狀態。

### 征服與奴役
本書第四章《論奴役》和第十六章《論征服》引致了一些誤解與混亂：前者为奴隶制提供了辩护，后者则为征服者的权利。
17世纪英格兰，國王的權力與日俱增，那時的反對者表示，英國正向奴隸制的條件邁進。洛克因此開玩笑地問，在何種條件下這種奴隸制是合理的。他指出，奴隸制不可能以契約的形式出現（這成為洛克政治體系的基礎）。一個人如要成為奴隸，他必須要服從一個絕對的、隨意的權威。但是，一個人即使是對自己都沒有此等權力，因此他們也不可能有將此等權力轉讓他人。然而，應當被判處死刑的人，即違反自然法的人，可以被奴役。洛克也認為奴隸制的完美狀況，是合法的征服者與俘虜之間的戰爭形態的延續。而如果，征服者和被征服者之間達成協議，那麼這樣的狀態也將很快結束。
在為奴隸制提供辯護時，他使一切形式的奴隸制實際上都無效了。此外，因為人在法理上不可為奴，當奴隸制迫在眉睫之時，逃離奴隸制便成為了道德上的強制性義務了。大多數學者認為這是洛克關於奴隸制的觀點：服從絕對君主制是對自然法的侵犯，因為一個人無權奴役自己。
英國國王的合法性取決於（以某種方式）表明和征服者威廉的血緣關係。因此，征服者的权利是一個具有憲法內涵的話題。洛克沒有說隨後的所有英國君主都是非法的，但他表示，英國君主的合法權威，完全取決於民衆對他們的認可。
洛克首先指出，顯然，在一場不公正的戰爭中，侵略者無法主張征服權：因為，等到被剝奪者有了實力，侵略者獲取的一切財產就可以被奪回。被剝奪者的孩子保留這項權利，因此古老的篡奪行為不會隨著時間的流逝而合法化。洛克在此章節的第他部分講述了公正的征服者可以有甚麼樣的權利。
洛克嘗試反向論證，他先提出征服者可以獲得的權力，然後論證此等權力實際上不應被主張。征服者對於與他一通參戰的人，沒有獲得任何權威，因為他們沒有不公正地發動戰爭。因此，無論威廉在英格蘭有何等權利，他都不能以「征服權」為名，對他的諾曼人同胞稱王。被征服者受征服者的專制權威管轄，但此處的「被征服者」僅限於實際參戰者，那些被戰敗者的統治的人不受制於戰勝者的權威。被統治者缺乏做不公正事情的權力，因此不可能將其權力授予其管理者：戰備者因此並非作為其代表，所以被統治者不應因統治者的過錯承擔懲罰。征服者可以控制戰敗者的人身，但是不能控制他的財產；征服者不能因為對方的罪過而使其家室陷入貧困。儘管被征服者的財產理論上屬於他本人，但是他的無辜的受養人也對此有部分權益，而征服者必須兌現此等權益。但是，征服者可以向戰敗者，在不影響其受養人生存的情況下，聲索及取得相當於戰爭損失的賠款。
洛克的這種論斷，達到了兩個目的。一是，中和了「權威來自威廉一世的征服權」這一說法，使得在沒有其他對權威的聲索（如君權神授）的情況下，君王的權威必須來自被治者的同意。二是，他消除了征服的許多動機，即使是正義的戰爭，戰利品也僅限於戰敗者和相當於軍費的賠款；而即使是向對方聲索賠款，數額也不可以超出戰敗方的承受能力，而這樣的結果就是，戰爭永遠無法得利。

### 所有物
洛克聲稱, 民間社會是為了保護財產而成立的（第 85 節）。在這篇論文中，洛克將 "Property" 一詞作為其語源，即拉丁語 "proprius" 的翻譯使用，即一個人所擁有的所有，包括其自身；洛克用這一詞彙指代「生命權、自由和財產權」。他說政治社會是為了更好地保護財產而建立，並表示它為組成成員的私人（和非政治）利益服務：它不會促進某些只有在與他人共同的社區中才能實現的利益（比如，美德）。
此等描述如果正確，個人必須在社會之外（即處於自然狀態時）擁有某些財產：國家不能是財產的唯一來源，也不能是唯一可以明確財產所有權的機關；因為，如果政府的目的是為了保護財產，則財產必須獨立於政府而存在。
菲爾默爵士不認同自然狀態的存在，並且表示，即使它可以存在，在此等狀態下，萬物皆公有，即在此時沒有私產、沒有正義與否之分（在此處，「不義」指的是將他人的利益、自由或者生命當成自己的所有物）。托马斯·霍布斯也有相似觀點。洛克於是闡述了在沒有政府的情況下，何以產生物質所有物的概念。
他首先斷言每個人至少「擁有」自己（儘管正確地說，上帝創造了人，而人類是上帝的財產［第 6 節］）；這是每個人在自然狀態下自由和平等的必然結果。於是，每個人還必須擁有自己的勞動：如果否認這一點，就會使人為奴。因此，每個人可以通過在物品中混合自己的勞動，從公共庫存 (common store) 中取得該貨品：野外樹上的蘋果，在被獲取並食用前，對任何人都是無用——而摘取蘋果的過程使得這個蘋果成為摘取者的所有物。換句話說，若不允許私有財產的存在，或者要求獲取者在取得前獲得全人類的共識，無論世界多末富饒，我們都無法避免人類飢餓而亡。必須允許一個人進食，而其所進食之物是其所有物；在此情形下，每個人都無法否定其他人具有同樣的使用物品的權利。當一個人對蘋果作出吞嚥、咀嚼、啃咬、送餵的操作時，這個蘋果便確認無疑地歸此人所有——蘋果在被混合進勞力的時候，成為了那個人的所有物。
但這並未能說明為何「個人可以被允許從公共庫存中獲取物件」。進食是必要的，但這並不能說明為何個人的所有物需要收到他人的尊重，尤其是他們是在無可避免的情況下工作的。洛克向他的讀者保證，自然狀態是一種豐富的狀態：如果個人保證，可以留下充足而有相同品質的庫存予其他人，則他可以從公共庫存中取得物件；因為自然是富庶的，每個人都可以從中取走其所需物件，而無需從其他人手中取得任何物件。另外，獲取者應當保證其所獲取的物件在變質之前可以被正常用盡。於是，對於一個人所能被允許獲取的量，有兩個評判標準，即「充足與同品質」標準和「變質」標準。
金、銀、其他貴金屬或者保釋都不會腐爛變質。但是，在一開始，他們是無用的，其美學價值並不能納入自然狀態下的價值考量。那麼，在此情形下，任何人都可以隨意囤積任意量的此等物質，也可以將它們用於糧食交易。在人類的默許下，它們成為一種金錢形式（一個人接受黃金來交換蘋果，只因他相信，別人會接受該黃金來交換小麥）。
故而，人們可以在自己所收集之物腐敗前，將其售出。
因此，獲取的限制就消失了。
洛克認為，通過這種方式，一個完整的經濟體係原則上可以在自然狀態中存在。因此，財產可以早於政府的存在，而社會可以致力於保護財產。

### 代議制政府
洛克並不認為共和國是必須的，他然而認為，公民和君主制、寡頭政權或者介於二者之間的政體是可以建立一個正當的契約的（第 132 節）。洛克使用「共同體」(Common-wealth) 一詞來代表「並非民主政府，亦非任何其他形式的政府，而是任何獨立的社羣」（第 133 節）；他表示，「無論共同體接受何種形式的管制，統治者應該以正式公佈的和被接受的法律，而不是以臨時的命令和未定的決議來統治。」（第 137 節）。
在相關文段中，洛克對行政機關（如君主）和立法機關作出了區分。為了慣常性地執法，行政機關必須是一個常設的權力（第 144 節）；而立法機關是「共同體的最高權力」（第 134 節），並且無需常設（第 153 節）。政府仰賴於民衆個人的授權，「即由他們自己或他們所選出的代表所表示的大多數的同意」。
他關於人民權利和民政作用的觀念為英國革命的思想運動提供了有力的支持。

### 革命權
洛克亦將革命的權利作為他的社會契約理論的一部分寫入了《政府論》。洛克聲稱，根據自然法，所有人都有生命權，自由和財產權 (estate)，即洛克所統稱的財產 (property)（第 123 節）；而依據社會契約，在政府違背公民的意願的時候，人民有權發動革命，反抗政府，以求以一個可以為公民的利益服務的政府替代現有政府。在某些情況下，洛克認為革命是一種義務。因此，革命權實質上一種避免暴政的保護機制。
洛克在《政府論》之中認了明確的革命權：「所以當立法者們圖謀奪取和破壞人民的財產或貶低他們的地位使其處於專斷權力下的奴役狀態時，立法者們就使自己與人民處於戰爭狀態，人民因此就無需再予服從，而只有尋求上帝給予人們抵抗強暴的共同庇護。所以，立法機關一旦侵犯了社會的這個基本準則，並因野心、恐懼、愚蠢或腐敗，力圖使自己握有或給予任何其他人以一種絕對的權力，來支配人民的生命、權利和產業時，他們就由於這種背棄委託的行為而喪失了人民為了極不相同的目的曾給予他們的權力。這一權力便歸屬人民，人民享有恢復他們原來的自由的權利，並通過建立他們認為合適的新立法機關以謀求他們的安全和保障，而這些正是他們所以加入社會的目的。」（第 222 節）

## 影響

### 北美
洛克在美國獨立時期的影響力存在爭議。雖然很容易指出洛克的兩篇論文的特定情況被引用，但洛克理想的接受程度及其在美國革命中的作用還遠未明朗。該兩篇都迴盪在短語中的獨立宣言和著作由塞繆爾·亞當斯是試圖獲得了叛亂的支持。受洛克的影響湯瑪斯·傑佛遜寫道：「培根，洛克和牛頓我認為他們是曾經生活過的三個最偉大的人，沒有任何例外，並且已經奠定了在物理和道德科學中提出的那些上層建築的基礎。」路易斯·哈茨在20世紀初寫作，理所當然地認為洛克是革命的政治哲學家。
哈佛大学历史系教授伯納德·貝林与布朗大学历史学教授戈登·伍德質疑這一觀點，他们認為这场革命不是一场关于财产、税收和权利的斗争，而是“一场马基雅维利式的努力，以保护年轻共和国的『美德』免受英国政治腐败和腐败势力的影响”。另一方面，加里·威爾斯認為既不是洛克的傳統，也不是推動革命的古典共和主義傳統，而是蘇格蘭的道德哲學，一種以社會觀念為基礎的友誼，感性和政治哲學。控制激情。托马斯·潘戈与迈克尔·祖克特已經反駁過，在有更多有影響力的創始人的思想中展示了眾多元素，這些創始人擁有洛克的血統。他們認為洛克思想與古典共和主義之間沒有衝突。